# Hohenbuehelia brunnea
Hohenbuehelia brunnea är en svampart som beskrevs av G. Stev. 1964. Hohenbuehelia brunnea ingår i släktet Hohenbuehelia och familjen musslingar.   Inga underarter finns listade i Catalogue of Life.